# Klas Pontus Arnoldson
Klas Pontus Arnoldson (ur. 27 października 1844 w Göteborgu, zm. 20 lutego 1916 w Sztokholmie) – szwedzki polityk, publicysta, laureat Pokojowej Nagrody Nobla za rok 1908.
Pracował jako urzędnik kolejowy (dochodząc do stanowiska naczelnika stacji), na początku lat 80. XIX wieku zajął się polityką. W latach 1882–1887 był deputowanym do izby niższej Riksdagu z ramienia partii liberalnej. W 1883 współtworzył Szwedzkie Stowarzyszenie dla Pokoju i Pojednania, propagował ideę trwałej neutralności państw skandynawskich. Był autorem szeregu publikacji o tematyce pacyfistycznej.
Po 1890 zaangażował się w sprawę załagodzenia napiętej sytuacji związanej z unią szwedzko-norweską. Używał rozmaitych wpływów, a także swojego talentu oratorskiego; przyczynił się do pokojowego porozumienia i rozwiązania unii za obopólną zgodą w 1905. Działania te przyniosły mu w 1908 Pokojową Nagrodę Nobla (razem z Fredrikiem Bajerem).
Pochowany na cmentarzu Norra begravningsplatsen.